# Bento (Fußballspieler)
Bento (* 10. Juni 1999 in Curitiba; voller Name Bento Matheus Krepski) ist ein brasilianisch-italienischer Fußballtorwart. Er spielt für|al-Nassr FC in der Saudi Pro Liga und ist brasilianischer Nationalspieler.

## Karriere

### Verein
Ursprünglich wollte Bentos Vater, dass dieser auf der Farm lebte und Pferde hütete, aber der Junge zog den Fußball vor. Er spielte zunächst für einen kleinen Verein, wo er als Außenverteidiger, Verteidiger oder defensiver Mittelfeldspieler auflief. Als in einem Testspiel gegen Athletico Paranaense, neben Coritiba FC der größte Fußballklub seiner Heimstadt, der Torhüter fehlte, sprang Bento ein. Hierbei fiel er den Verantwortlichen von Athletico auf und erhielt eine Einladung für den Nachwuchsbereich des Klubs. Dieser nahm er an und trat mit neun Jahren ein. Im Zuge der Staatsmeisterschaft von Paraná 2019 stand er erstmals im Kader, kam aber zu keinen Einsätzen. 2020 wurde Bento dann offiziell in den Profikader übernommen, war allerdings zunächst nur fünfter Torwart hinter Santos, Jandrei, Anderson und Caio. Nachdem Anderson und Caio den Klub verließen, rückte er zur Nummer drei auf.
Einen Tag im Achtelfinalhinspiel in der Copa Libertadores 2020 gegen River Plate am 24. November 2020, wurden Santos und Jandrei positiv auf COVID-19 getestet. Dadurch kam Bento zu seinem ersten Einsatz als Profi und dieses gleich im größten südamerikanischem Wettbewerb auf Klubebene. Nur vier Tage später debütierte er in der Campeonato Brasileiro de Futebol, der höchsten Spielklasse Brasiliens, am 23. Spieltag der Série A 2020 auswärts bei SE Palmeiras.
Am 30. März 2021 verlängerte der Klub seinen Vertrag bis Dezember 2024 und noch im Oktober des Jahres, eine Verlängerung bis Jahresende 2025. Am 20. November 2021 feierte Bento seinen ersten großen Erfolg. Athletico traf im Finale der Copa Sudamericana 2021 auf Red Bull Bragantino und konnte sich hier mit 1:0 durchsetzen. Im Finale saß er nur auf der Reservebank, durfte im Turnier aber vier von 19 möglichen Spielen bestreiten. In der Série A 2022 wurde Bento zum Stammtorhüter, nachdem Santos zum CR Flamengo wechselte. Im Mai 2023 bestritt Bento wettbewerbsübergreifend sein 100tes Spiel als Profi für Athletico.
Im Juli 2024 nahm Bento ein Angebot aus Saudi-Arabien an und unterschrieb einen Kontrakt bis 2027 beim al-Nassr FC. Die Ablösesumme betrug 18 Millionen Euro. Die Ablöse war die fünfthöchste in der Historie von al-Nassr, gleichauf mit Marcelo Brozovic, der ein Jahr zuvor von Inter Mailand zu al-Nassr kam. Die erste Partie für al-Nassr bestritt Bento am 14. August 2024 im saudischen Supercup. In der Halbfinalpartie beim al-Taawoun konnte er seinen ersten Sieg mit dem Klub feiern. Sein Debüt in der Saudi Professional League gab er am ersten Spieltag der Saison 2024/25 am 22. August 2024 im Heimspiel gegen al-Raed.

### Nationalmannschaft
Im August 2023 wurde Bento von Interimstrainer Fernando Diniz, für zwei Qualifikationsspiele für die Fußball-Weltmeisterschaft 2026 gegen Bolivien und Peru, erstmals in die brasilianische A-Nationalmannschaft berufen. Er musste eine Teilnahme aber aufgrund einer Oberschenkelverletzung absagen. Im November 2011 wurde er als Ersatz für den verletzten Ederson für Spiele gegen Kolumbien und Argentinien nachnominiert. Zu Spielzeiten kam er hier nicht.
Nachdem Dorival Júnior im Januar 2024 neuer Nationaltrainer wurde, erhielt Bento erneut eine Einladung. Zunächst zu Testspielen gegen England und Spanien im März des Jahres. Sein Debüt gab er am 23. März gegen die Auswahl Englands. Bei dem 1:0-Erfolg stand Gomes die voll Spielzeit auf dem Platz. Im Mai wurde er dann in den Kader für die Copa América 2024 berufen.

## Erfolge
Athletico Paranaense
- Staatsmeisterschaft von Paraná (4×): 2019, 2020, 2023, 2024
- Copa Sudamericana: 2021

## Trivia
Bentos Vorfahren stammen aus Italien und Polen.